# Рязанов Сергій Якович
Сергій Якович Рязанов (1914, тепер Російська Федерація — ?) — радянський діяч, комбайнер-стахановець Лушниковської МТС Бобровської сільради Сузунського району Новосибірської області. Депутат Верховної ради СРСР 1-го скликання.

## Біографія
Народився в бідній селянській родині. З дитячих років працював у сільському господарстві.
У 1930-х роках закінчив курси комбайнерів. Працював комбайнер Лушниковської машинно-тракторної станції (МТС) Бобровської сільради Сузунського району Новосибірської області. У 1936 році зібрав на комбайні «Комунар» 550 гектарів, а в 1937 році зібрав на комбайні «Сталінець» — 840 гектарів. Член ВКП(б).
Подальша доля невідома.